# 4940 Polenov
4940 Polenov este un asteroid din centura principală, descoperit pe 18 august 1986 de Liudmila Karacikina.